# Štiřínský rybník
Štiřínský rybník je název vodní plochy typu rybník nacházející se ve středočeském Štiříně v okrese Praha-východ. Rybník má protáhlý charakter a je napájen několika potoky ze severu, východu a západu. Hráz se pak nachází na jihu a prochází po ní asfaltová komunikace. Zde je i stavidlo a přepad odvádějící vodu Kamenickým potokem do štiřínské zámecké zahrady. Rybník vznikl před rokem 1852.

## Galerie

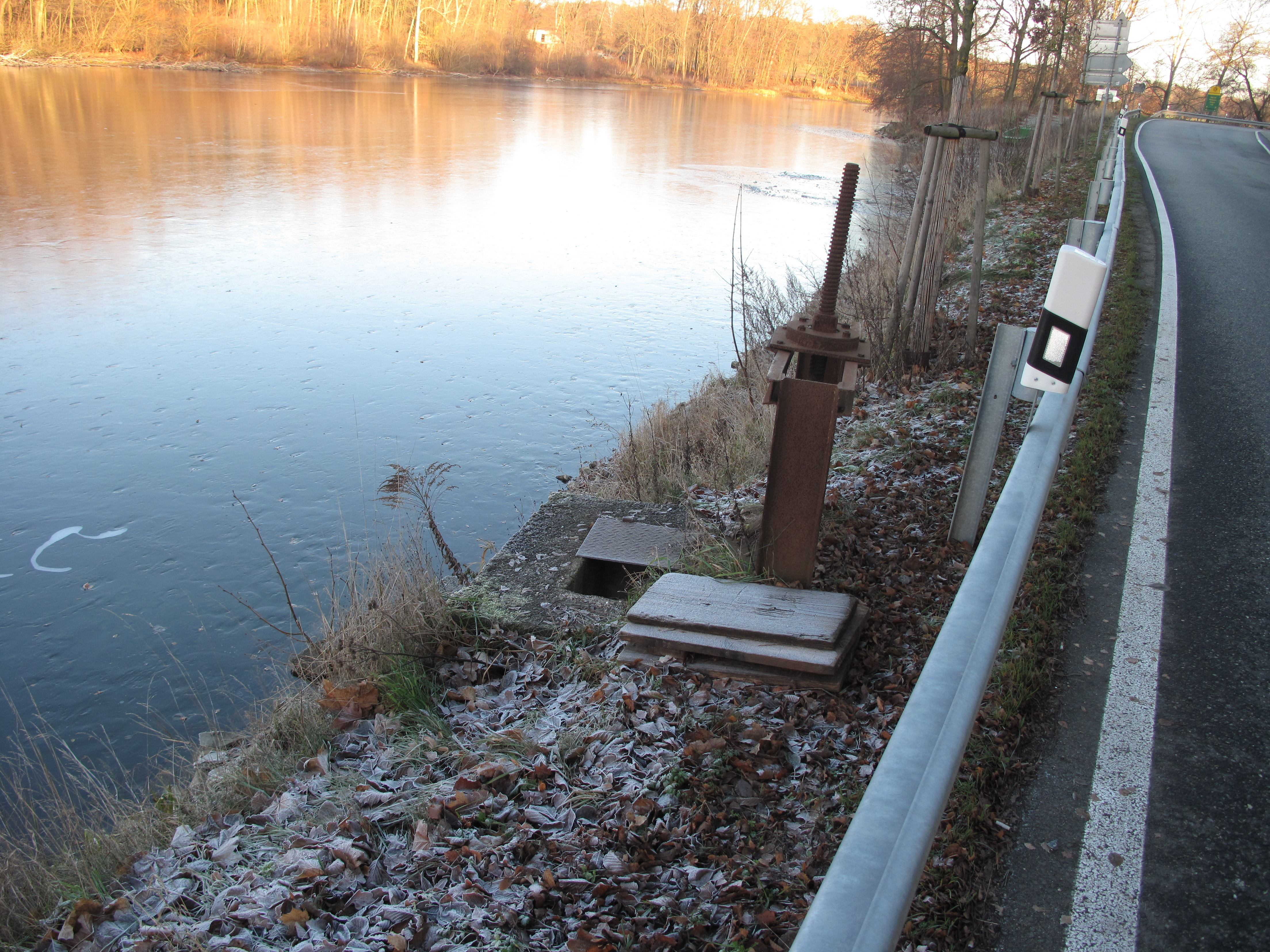
Stavidlo
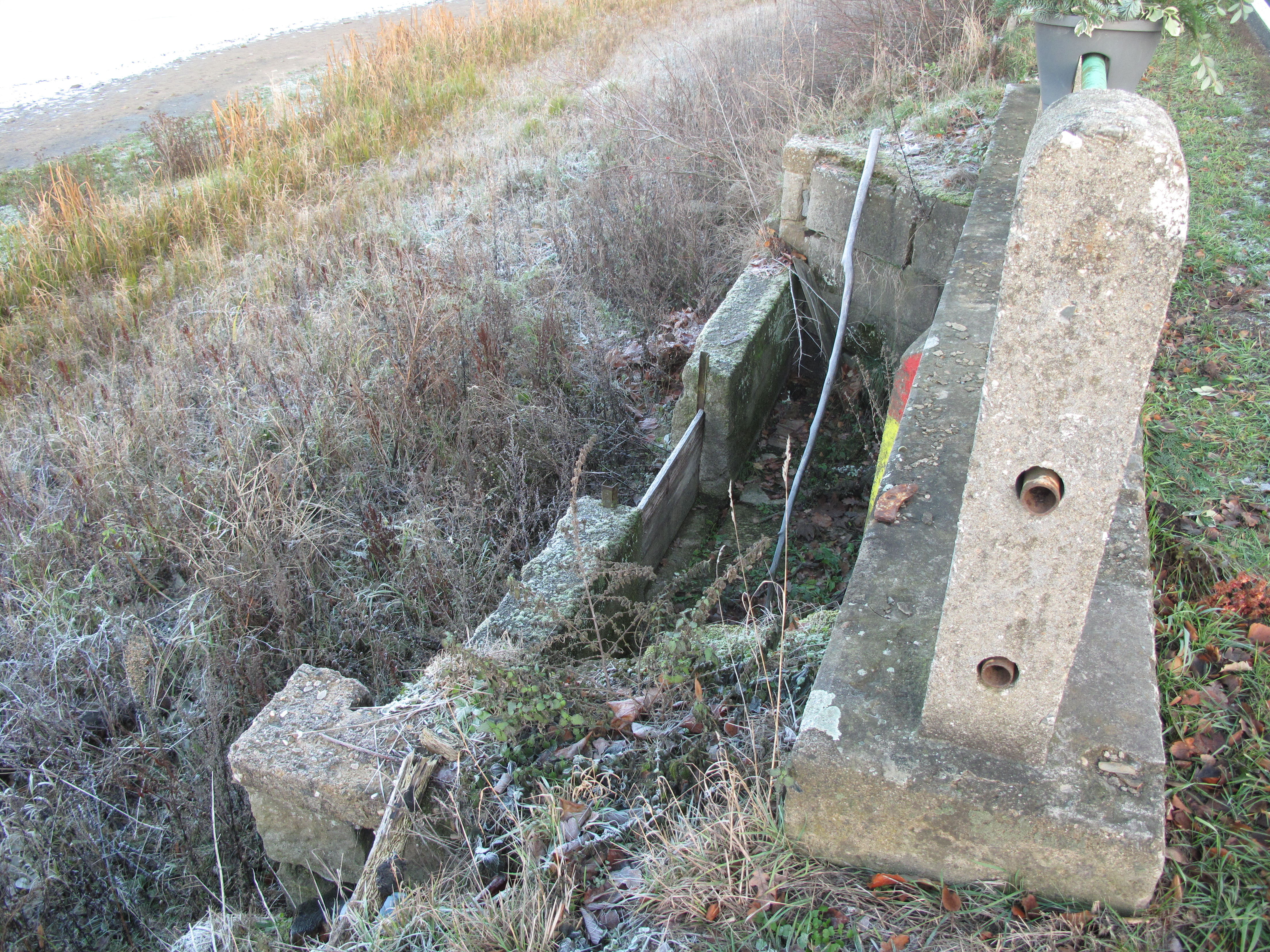
Přepad
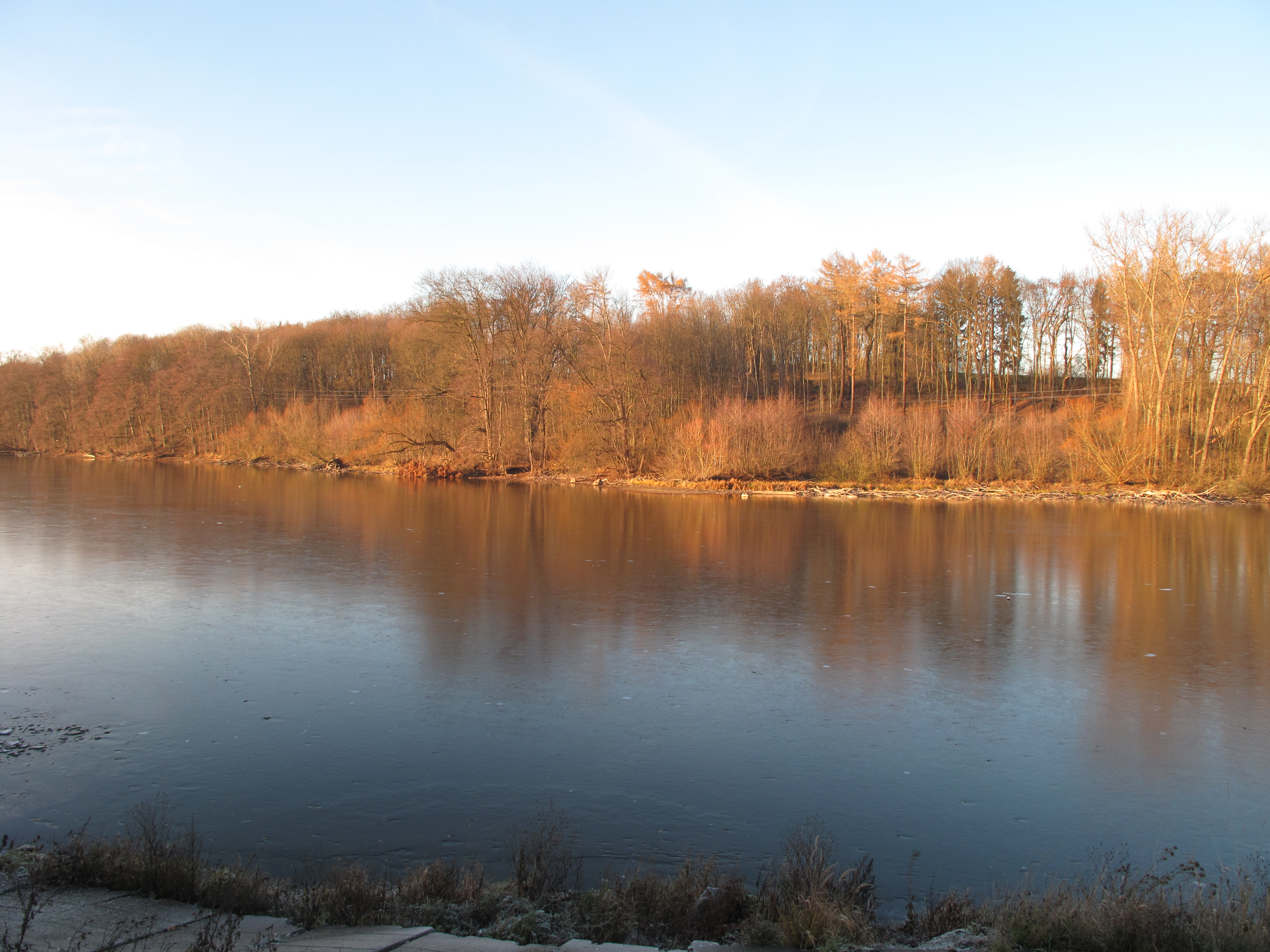
Pohled z hráze
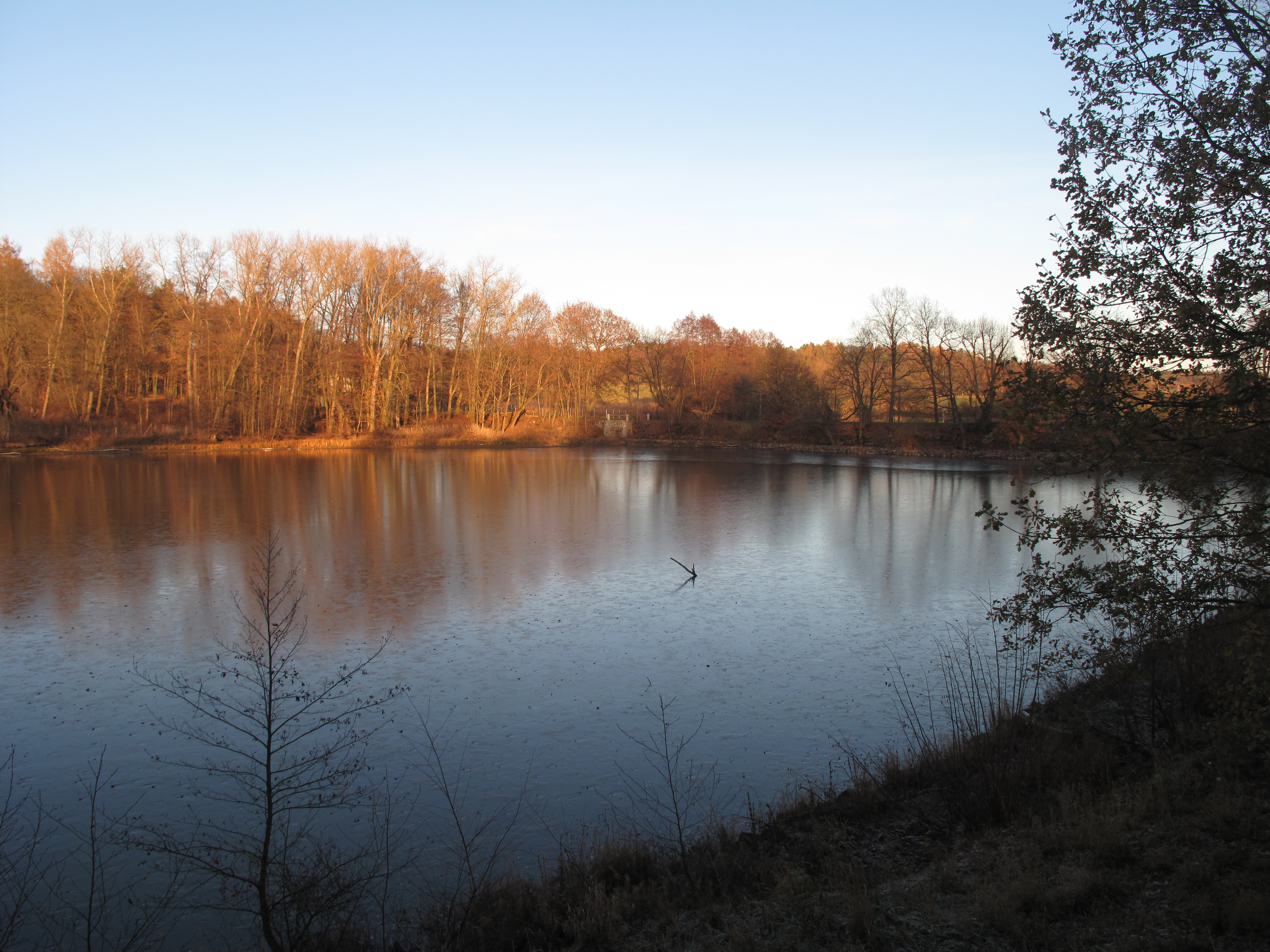
Pohled z hráze k východu